# Ieroteo I di Alessandria
Papa Ieroteo (in greco Ιερόθεος Α΄; Trikala, ... – 8 settembre 1845), è stato papa e patriarca greco-ortodosso di Alessandria e di tutta l'Africa tra il 1825 e il 1845.
Già metropolita di Nicea, rinnovò il monastero di San Saba ad Alessandria, la Chiesa di San Nicola al Cairo e creò una casa di accoglienza per gli indigenti. Nel 1842 fondò la Scuola arabo-ellenica del Cairo.